# Compostela

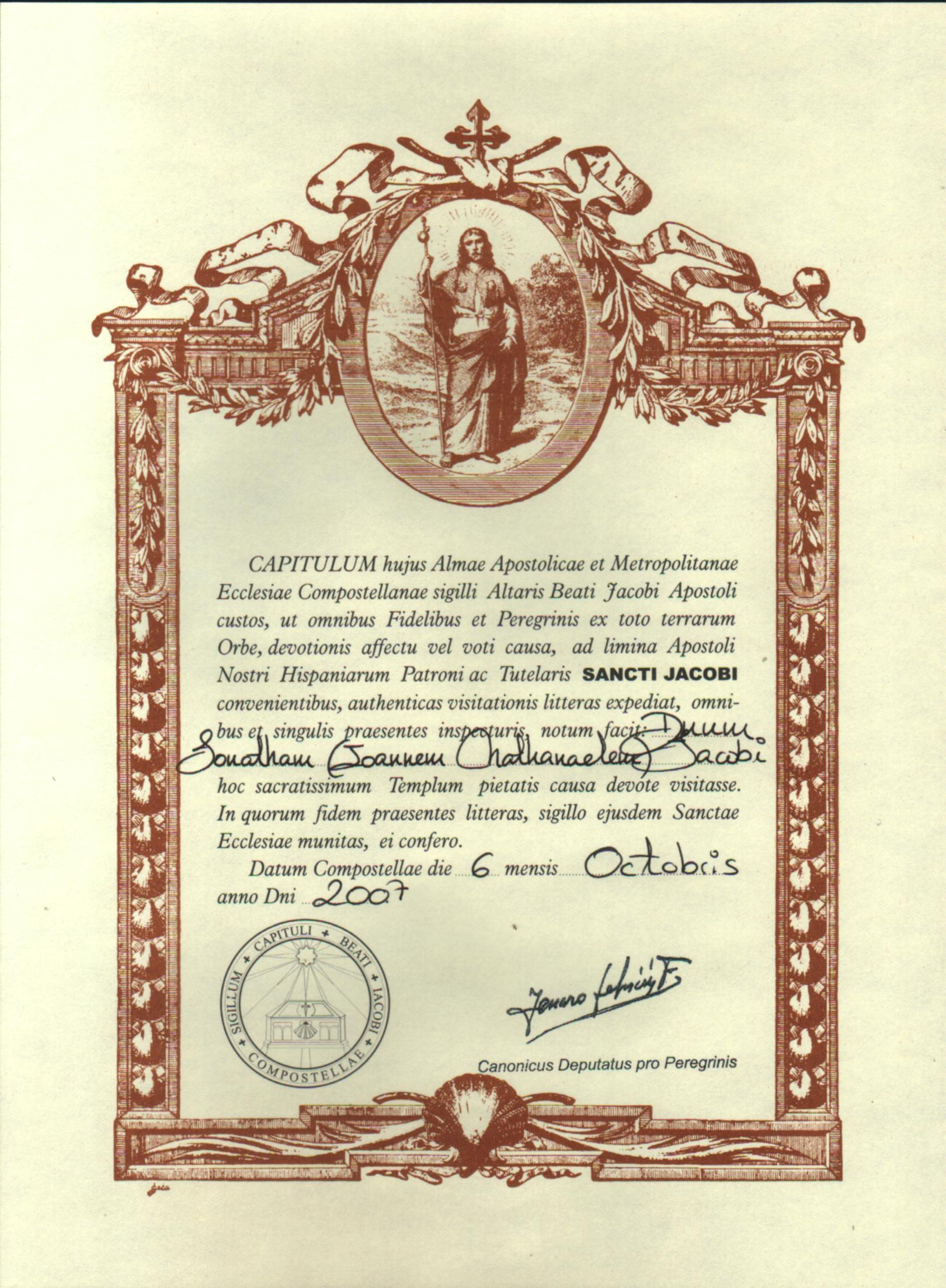
Compostela

Compostela – rodzaj dokumentu, certyfikatu potwierdzającego przejście drogi św. Jakuba. Otrzymanie composteli możliwe jest po przejściu przynajmniej 100 km pieszo lub 200 km na rowerze, jednak trasa ta musi być pokonana z miejsca rozpoczęcia pielgrzymki do katedry w Santiago de Compostela. W przypadku Camino Francés ostatnim miejscem otrzymania credenciału jest Sarria. Pielgrzym ma prawo odmówić przyjęcia composteli. Pielgrzymi, którzy otrzymali compostelę wyczytywani są w trakcie specjalnej Mszy dla pielgrzymów w katedrze o godzinie 12:00.

CAPITULUM hujus Almae Apostolicae et Metropolitanae Ecclesiae Compostellanae sigilli Altaris Beati Jacobi Apostoli custos, ut omnibus Fidelibus et Perigrinis ex toto terrarum Orbe, devotionis affectu vel voti causa, ad limina Apostoli Nostri Hispaniarum Patroni ac Tutelaris SANCTI JACOBI convenientibus, authenticas visitationis litteras expediat, omnibus et singulis praesentes inspecturis, notum facit : (Łacińska wersja imienia) Hoc sacratissimum Templum pietatis causa devote visitasse. In quorum fidem praesentes litteras, sigillo ejusdem Sanctae Ecclesiae munitas, ei confero. Datum Compostellae die (dzień) mensis (miesiąc) anno Dni (rok) Canonicus Deputatus pro Peregrinis.

Kapituła tegoż dostojnego Apostolskiego i Metropolitalnego Kościoła w Compostelli tytułu kustosza/stróża Ołtarza Świętego Jakuba Apostoła, do wszystkich Wiernych i Pielgrzymów ze wszystkich ziem świata, którzy poruszeniem pobożności lub dziękczynno-błagalną intencją/sprawą, przybywają do Progów Naszego Apostoła Hiszpańskiego Patrona i Opiekuna Świętego Jakuba, czyni list aby zaświadczyć autentyczność nawiedzenia/złożenia wizyty, wszystkim i poszczególnym /osobom/ mającym zamiar się sprawdzić, że PAN/PANI [IMIĘ I NAZWISKO] pobożnie nawiedziła tę najświętszą świątynię z pobudek religijnych. Na dowód tego [wiarę] obecny (ten żesz) list, pieczęcią tegoż Świętego Kościoła zabezpieczony, poświadczam.
Dano w Compostelli, dnia [wymienia się dzień] miesiąca [podaje się miesiąc], Roku Pańskiego [podaje się rok].